# Dana (Rote Ndao)
Pour les articles homonymes, voir Dana.
Dana, encore appelée Ndana, Dona ou Pamana, est une île indonésienne de l'océan Indien, située dans la province des petites îles de la Sonde orientales.
Considérée comme une « île frontalière », il s'agit du point le plus méridional de l'Indonésie, ainsi que de l'Asie.